# Dom (titel)
Dom, afgeleid van het Latijnse dominus (Nederlands: Heer) is een titel die in de Rooms-Katholieke Kerk wordt gebruikt om bepaalde monniken van de benedictijnen of kartuizers aan te spreken. Het gebruik van deze titel komt uit Frankrijk, met als bekendste voorbeeld Dom Pérignon die veel wijnonderzoek heeft gedaan in de champagne. 